# Anisuzzaman
Anisuzzaman est un universitaire bangladais spécialiste de la littérature bengalie. C'était un activiste qui a pris part au Mouvement pour la Langue (1952), a participé au soulèvement de 1969 au Pakistan oriental (en), et a pris part à la guerre de libération du Bangladesh (1971). Il a été membre de la commission de planification du gouvernement du Bangladesh pendant la guerre de libération et membre de la commission de l'éducation nationale mise en place par le gouvernement après la libération. Il a été intronisé professeur national par le gouvernement du Bangladesh en 2018.

## Jeunesse et éducation
Anisuzzaman est né à Calcutta le 18 février 1937. Avec sa famille, il a déménagé à Khulnâ après la partition de 1947,. Un an plus tard, ils se sont installés à Dacca. Son père, ATM Moazzem, était homéopathe et son grand-père, Sheikh Abdur Rahim (en), était journaliste et écrivain. Son premier écrit, une histoire, a été publié dans Nowbahar, un magazine littéraire, en 1950. Il a obtenu son HSC à l'université Jagannath. Il a obtenu sa licence en 1956 et sa maîtrise en 1957 en bengali à l'université de Dacca. À l'université, il a travaillé avec Muhammad Shahidullah (en), Muhammad Abdul Hye et Munier Choudhury. Il a obtenu son doctorat en 1962, à l'âge de 25 ans, à la même université. Il a été boursier post-doctoral à l'université de Chicago en 1964-65 et boursier du Commonwealth Academic Staff à l'université de Londres (1974-75).

## Carrière

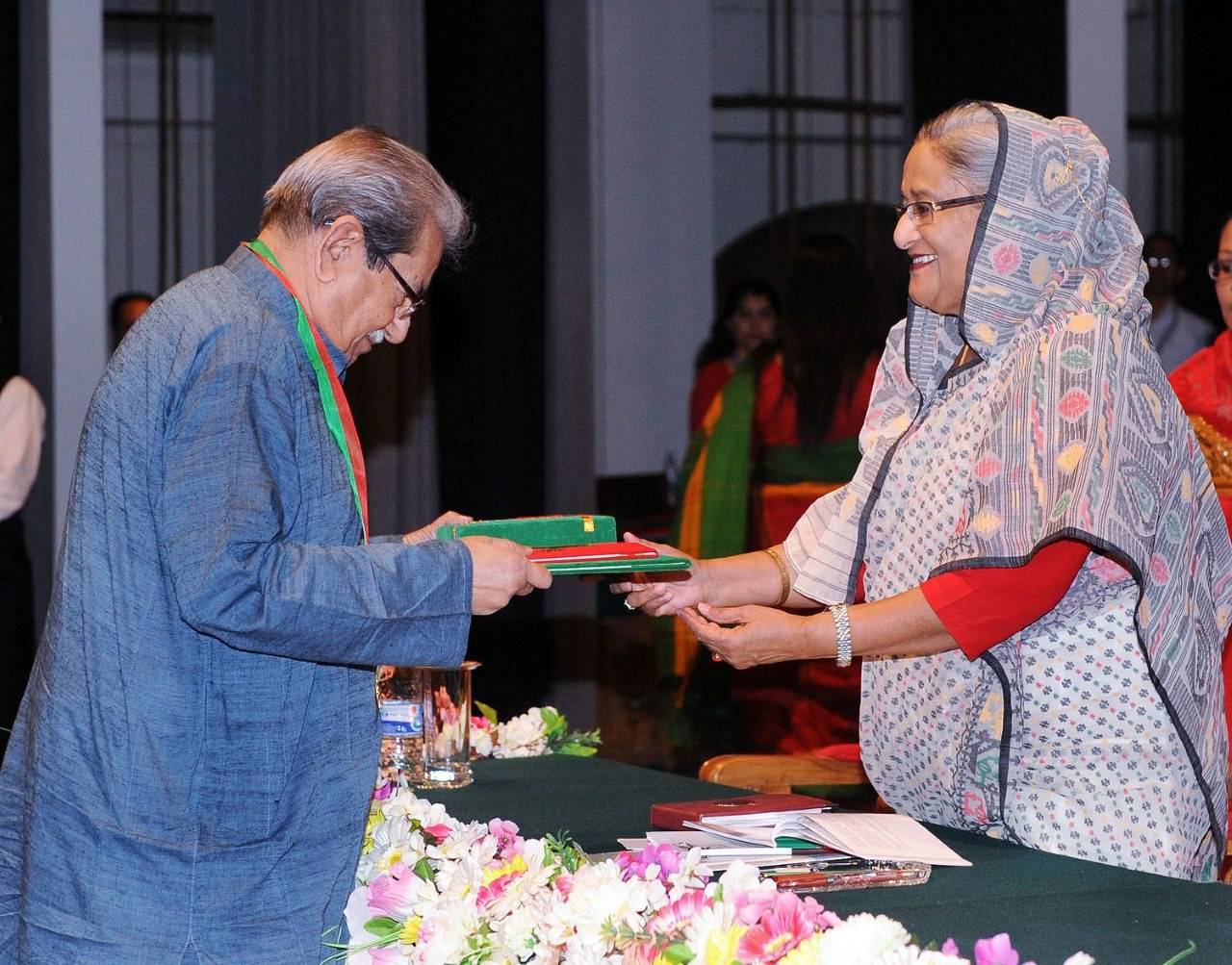
Avec la Première ministre du Bangladesh, Sheikh Hasina

Anisuzzaman a été membre de la faculté de l'université de Dacca de 1959 à 1969, de 1985 à 2003 et de 2005 à 2008. Il a enseigné le bengali à l'université de Chittagong (en) de 1969 à 1985. De 1978 à 1983, il a été associé à des projets de recherche de l'université des Nations unies. Il a été chercheur invité à l'université de Paris (1994), à l'université d'État de la Caroline du Nord (1995) et à l'université de Calcutta (2010), et professeur invité à la Visva-Bharati (2008-09, 2011).
Anisuzzaman a été membre de la Commission de planification auprès du gouvernement du Bangladesh pendant la guerre de libération du pays et membre de la Commission nationale de l'éducation mise en place par le gouvernement après la libération. Il était responsable de la partie en langue bengali de la Constitution du Bangladesh adoptée en novembre 1972. Il a été président du conseil d'administration de l'institut Nazrul (en) et est le président de l'académie Bangla depuis 2011.

## Activisme
Anisuzzaman a pris part au mouvement pour la Langue (1952), a participé au soulèvement de 1969 au Pakistan oriental (en), a pris part à la guerre de libération (1971) et a été secrétaire de l'association des professeurs du Bangladesh en 1971. Il s'est impliqué dans le mouvement anti-autocratie (1990).
En 2015, Anisuzzaman a reçu des menaces de mort de la part d'extrémistes islamiques.

## Vie privée
Anisuzzaman était marié à Siddiqua Zaman. Il était un humaniste laïc, ayant perdu la foi dans la religion organisée pendant sa jeunesse.

## Mort
Anisuzzaman est décédé le 14 mai 2020 d'une défaillance de plusieurs organes à l'hôpital militaire combiné de Dacca. Il avait été admis au Universal Medical College Hospital après être tombé malade environ trois semaines avant sa mort. Il a ensuite été transféré au CMH car son état ne s'améliorait pas. Un échantillon a été prélevé pour le test COVID-19 après sa mort et il s'est avéré positif. Il a été enterré au cimetière d'Azimpur à Dacca, conformément aux directives relatives à l'enterrement des patients atteints de COVID-19 pendant la pandémie de COVID-19 au Bangladesh.